# 埃塞蒂讷-叙里韦尔东
埃塞蒂讷-叙里韦尔东（法語：Essertines-sur-Yverdon，法語發音：[esɛʁtin syʁ ivɛʁdɔ̃] ⓘ，意为“伊韦尔东上方的埃塞蒂讷”）是瑞士联邦西部法语区的沃州下设的一个市镇。在行政上属于沃州格罗区管辖。埃塞蒂讷-叙里韦尔东的总面积为9.75平方公里。截至2010年底，总人口为868。